# Hot Cakes

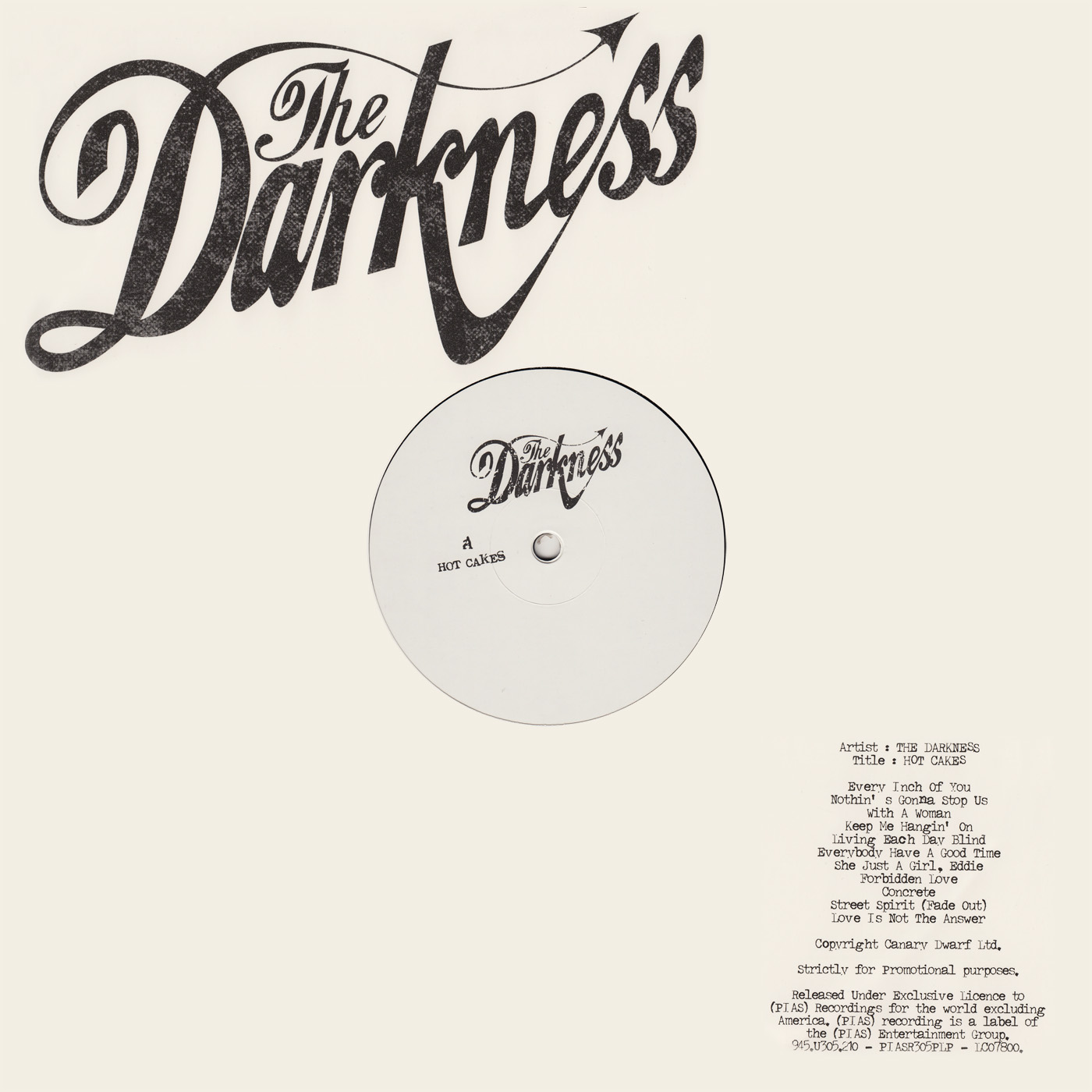
Cover de l'album Hot Cakes

Albums de The Darkness
One Way Ticket to Hell... and Back
(2005) Last of Our Kind
(2015)
Hot Cakes est le troisième album studio du groupe britannique de hard rock The Darkness sorti le 20 août 2012. L'album est paru via le label Canary Dwarf Records et produit par Nick Brine, Justin Hawkins et Dan Hawkins.

## Production
En 2011, The Darkness est réuni après une période de cinq années, avec le membre original Frankie Poullain faisant son retour dans le groupe, remplaçant ainsi Richie Edwards.
Le batteur Ed Graham a déclaré à propos de la réunion du groupe: « J'ai entendu une rumeur que Dan et Justin écrivaient vraiment des chansons ensemble de nouveau et, n'ayant pas parlé avec eux depuis une éternité, je leur ai envoyé un courrier électronique. Au fond, j'ai supposé qu'ils allaient seulement reformer mais je ne savais pas vraiment que j'allais en faire partie. Puis Dan, un jour, était à Londres et il a dit, Ed, j'aimerais te rencontrer et nous avons pris un verre et il a dit, nous avons écrit des chansons ensemble pendant des mois et nous venons finalement d'arriver à un stade où nous voulons vraiment les quatre personnes originales, si tu es intéressé ? Ce qui était évidemment super. »

## Liste des titres

### Édition standard
| No  | Titre                      | Auteur                                        | Durée |
| --- | -------------------------- | --------------------------------------------- | ----- |
| 1.  | Every Inch of You          | Justin Hawkins, Dan Hawkins                   | 3:04  |
| 2.  | Nothin's Gonna Stop Us     | Justin Hawkins, Dan Hawkins, Chris McDougall  | 2:45  |
| 3.  | With a Woman               | Justin Hawkins, Dan Hawkins, Frankie Poullain | 3:41  |
| 4.  | Keep Me Hangin' On         | Justin Hawkins, Dan Hawkins                   | 3:00  |
| 5.  | Living Each Day Blind      | Justin Hawkins, Dan Hawkins                   | 5:06  |
| 6.  | Everybody Have a Good Time | Justin Hawkins, Dan Hawkins                   | 4:48  |
| 7.  | She's Just a Girl, Eddie   | Justin Hawkins, Dan Hawkins                   | 3:46  |
| 8.  | Forbidden Love             | Justin Hawkins, Dan Hawkins, Frankie Poullain | 3:49  |
| 9.  | Concrete                   | Justin Hawkins, Dan Hawkins, Frankie Poullain | 3:52  |
| 10. | Street Spirit (Fade Out)   | Radiohead                                     | 3:07  |
| 11. | Love Is Not the Answer     | Justin Hawkins, Dan Hawkins                   | 3:41  |

### Édition Deluxe
| No  | Titre                                              | Auteur                                        | Durée |
| --- | -------------------------------------------------- | --------------------------------------------- | ----- |
| 12. | I Can't Believe It's Not Love (acoustic demo)      | Justin Hawkins, Dan Hawkins                   | 3:44  |
| 13. | Love Is Not the Answer (acoustic demo)             | Justin Hawkins, Dan Hawkins                   | 3:46  |
| 14. | Pat Pong Ladies (demo mix)                         | Justin Hawkins, Dan Hawkins, Frankie Poullain | 3:56  |
| 15. | Cannonball (long version) (featuring Ian Anderson) | Justin Hawkins, Dan Hawkins, Frankie Poullain | 4:20  |

## Composition du groupe
- Justin Hawkins – chants, guitare
- Dan Hawkins – guitare
- Frankie Poullain – basse
- Ed Graham – batterie

## Charts
| Pays                       | Charts                  | Meilleure position | Nombre de semaines | Réf    |
| -------------------------- | ----------------------- | ------------------ | ------------------ | ------ |
| Allemagne                  | Media Control Charts    | 16                 | 1                  | [ 4 ]  |
| Australie                  | ARIA Charts             | 15                 | 2                  | [ 5 ]  |
| Autriche                   | Ö3 Austria Top 40       | 24                 | 2                  | [ 6 ]  |
| Belgique (Région Flamande) | Ultratop                | 124                | 1                  | [ 7 ]  |
| Belgique (Région Wallonne) | Ultratop (Wallonie)     | 67                 | 5                  | [ 8 ]  |
| Espagne                    | Promusicae              | 35                 | 4                  | [ 9 ]  |
| États-Unis                 | Billboard 200           | 43                 | 2                  | [ 10 ] |
| Finlande                   | Suomen virallinen lista | 46                 | 1                  | [ 11 ] |
| France                     | SNEP                    | 107                | 1                  | [ 12 ] |
| Italie                     | FIMI                    | 15                 | 1                  | [ 13 ] |
| Japon                      | Oricon                  | 50                 | 4                  | [ 14 ] |
| Pays-Bas                   | MegaCharts              | 94                 | 1                  | [ 15 ] |
| Royaume-Uni                | UK Albums Chart         | 4                  | 3                  | [ 16 ] |
| Royaume-Uni                | UK Rock and Metal Chart | 1                  | -                  | [ 17 ] |
| Suède                      | Sverigetopplistan       | 30                 | 4                  | [ 18 ] |
| Suisse                     | Swiss Music Charts      | 20                 | 2                  | [ 19 ] |